# Dood van Nicky Verstappen
Op 10 augustus 1998 verdween de elfjarige Nederlandse jongen Nicky Verstappen uit een jeugdkamp op de Brunssummerheide. Een dag later werd hij dood aangetroffen op ruim een kilometer van het kamp. Gelet op de omstandigheden waaronder hij werd aangetroffen, werd vrij snel aangenomen dat hij door een misdrijf om het leven moest zijn gekomen.
In augustus 2018, ruim 20 jaar na zijn dood, maakte het Nederlandse Openbaar Ministerie bekend dat er een DNA-match was met de 55-jarige Jos Brech, die ten tijde van het voorval in Simpelveld woonde. De verdachte werd eind augustus 2018 in Spanje aangehouden.

## Vermissing
Nicky Verstappen (13 maart 1987) uit het Limburgse dorpje Heibloem verdween op 10 augustus 1998 toen hij met een groepje dorpsgenootjes op kamp was. Het kamp was georganiseerd door het plaatselijk jeugdwerk en vond plaats op De Heikop, een recreatieoord op de Brunssummerheide.
Op de avond voor zijn verdwijning eindigden de activiteiten om 22.00 uur, waarna de kinderen naar hun tenten gingen. In de tent waar Nicky sliep, is hij de volgende morgen rond 5.00 uur nog gezien door een tentgenootje. Drie uur later bleek hij van het kampterrein te zijn verdwenen.
De leidinggevenden gingen eerst zelf op zoek en toen ze Nicky niet konden vinden, schakelden ze de politie in. Die ondernam in eerste instantie geen actie. De leidinggevenden verspreidden affiches in de omgeving en 's avonds kwamen mensen vanuit Heibloem helpen bij het zoeken. De jongen werd echter niet gevonden. De volgende dag werd een grootschalige zoekactie gestart met hulp van de politie, de marechaussee, militairen, een vliegtuig en een speurhond. Op 11 augustus 1998 rond 21.00 uur werd het lichaam van Nicky gevonden nabij een kerstbomenperceel, zo'n 1200 meter van het kampterrein.
Drie dagen na de vondst van het lichaam werd sectie verricht. Vanwege vakantie was er eerder geen patholoog beschikbaar. Het moment van overlijden was daarom niet vast te stellen. Ook de doodsoorzaak was niet met 100% zekerheid vast te stellen. De politie nam aan dat Nicky Verstappen slachtoffer was van een zedenmisdrijf.

## Verdachten
In de loop der jaren had justitie verschillende verdachten op het oog. In 2002 werd een drugsverslaafde uit Tegelen gearresteerd. Hij was een broer van een van de kampleiders. Het onderzoek naar hem leverde echter niets op en hij werd enkele weken later vrijgelaten. In Duitsland en Frankrijk werden verschillende bekende kindermoordenaars, zoals de Fransman Michel Fourniret, ondervraagd over betrokkenheid bij de dood van Nicky Verstappen. Ook hier werd echter geen link gevonden.
Op 9 januari 2007 werd in Landgraaf een 36-jarige man aangehouden. Hij bleek brieven te hebben geschreven die het voorafgaande anderhalf jaar op het graf van Verstappen waren gevonden. Daarin suggereerde de schrijver meer te weten van de zaak. Na enkele weken werd hij weer vrijgelaten omdat hij niets met de zaak te maken bleek te hebben. Op 25 december 2007 werd hij opnieuw aangehouden nadat het monument was vernield en er opnieuw een brief was aangetroffen. Op 13 april 2008 werd ontdekt dat het monument opnieuw was vernield. Op 5 april 2019 heeft hij de gedenksteen voor een derde keer vernield.
Peter R. de Vries onderzocht de zaak namens de familie van Nicky Verstappen. Hij richtte zijn onderzoek vooral op de kampleiders. Een van de kampleiders was in het verleden veroordeeld voor ontucht met minderjarigen. De hoogbejaarde man overleed in 2003. In 2010 werd zijn lichaam opgegraven, om zijn DNA te vergelijken met sporen die op Nicky's lichaam waren gevonden. Zijn DNA bleek niet overeen te komen met het gevonden DNA-spoor.

## Heropening en arrestatie
Twintig jaar na de dood van Nicky Verstappen zou mogelijk de vervolgingsverjaringstermijn verstrijken. De verjaring is volgens justitie gestuit doordat zij voor het verstrijken van de verjaringstermijn een onderzoekshandeling heeft uitgevoerd.
In januari 2018 maakte de politie bekend een grootschalig DNA-verwantschapsonderzoek te gaan uitvoeren. Hiertoe werden 21.500 mannen opgeroepen die woonachtig waren − of dat in 1998 waren − in de omgeving waar het lichaam van Nicky Verstappen gevonden werd. In eerste instantie werden mannen opgeroepen uit Landgraaf, Heerlen en Brunssum. Daarna kwamen mannen die in 1998 rond de hei woonden en waren verhuisd, aan de beurt. Diverse bekende Nederlanders riepen op om mee te doen aan het onderzoek, onder meer cabaretier Jack Vinders en wielrenner Gert Jakobs.

### Doorbraak: DNA-match
Op 22 augustus 2018 maakte het Nederlandse Openbaar Ministerie bekend dat er een DNA-match was met de 55-jarige Jos Brech die ten tijde van het voorval in Simpelveld woonde. Het zou gaan om een bushcrafter, een fervent wildkampeerder die technieken beheerst om in de natuur te overleven. Daags na de moord op Nicky zou hij reeds nabij de plaats waar het stoffelijk overschot van het slachtoffer was gevonden door de politie zijn aangesproken als 'toevallige passant'. Later in het onderzoek werd hij nog tweemaal als getuige gehoord, maar niet als verdachte aangemerkt. Het betrof een volledige match met sporen op de kleding van de dode jongen. Welke sporen dat waren werd op dat moment niet bekendgemaakt. Arnoud Kal was een van de DNA-deskundigen bij het Nederlands Forensisch Instituut die het onderzoek coördineerde.
Het was op dat moment niet bekend waar de verdachte verbleef. Hij was in februari 2018 vertrokken om te gaan wandelen in de Vogezen, waarna hij in februari voor het laatst werd gesignaleerd in Sainte-Marie-aux-Mines. Door zijn familie werd hij in april 2018 als vermist opgegeven. Doordat hij als vermist werd opgegeven kon zijn DNA worden verkregen van zijn eigendommen.
Er werd een Europees aanhoudingsbevel tegen Brech uitgevaardigd en hij werd ook op de Nationale Opsporingslijst geplaatst.

### Aanhouding in Spanje en uitlevering aan Nederland
De verdachte werd op 26 augustus 2018 in het plaatsje Castellterçol in de buurt van Barcelona in Spanje, aangehouden na een tip van een Nederlandse toerist die hem herkende van de foto's die via de media waren verspreid. De verdachte stemde in met uitlevering aan Nederland, waardoor deze snel kon plaatsvinden. De uitlevering vond op 6 september plaats. Op die datum arriveerde Jos B. met een speciale vlucht op Schiphol. Een dag later werd hij overgebracht naar het politiebureau in Eindhoven. Op 9 september diende de officier van justitie bij de rechtbank een vordering tot “rauwelijkse bewaring” in. De rechter-commissaris van de rechtbank Limburg heeft deze vordering dezelfde dag toegewezen.

### Strafzaak
De voorafgaande pro formazittingen in de strafzaak tegen Brech vonden plaats in het voorjaar van 2020. Deze werden gehinderd door de maatregelen in verband met de coronacrisis.
De inhoudelijke behandeling van het aan hem ten laste gelegde, werd uitgesteld en vond plaats in de periode van 28 september tot en met 16 oktober 2020.
Op de eerste procesdag op 28 september 2020 ontkende de verdachte schuldig te zijn aan alle tenlasteleggingen. Zijn verklaring was dat hij het lichaam had gevonden tijdens een nachtelijke fietstocht waarna hij constateerde dat de jongen overleden was. Hij vertrok en heeft geen melding gedaan.
Op de tweede procesdag gaf de verdachte geen antwoord op de vraag waarom zijn DNA voornamelijk voorkwam in de onderbroek van het slachtoffer.
Op 5 oktober trok het Openbaar Ministerie zijn verklaring in twijfel door middel van een foto die in de nacht van 11 augustus 1998, op de dag dat Nicky werd gevonden, werd gemaakt. Op deze foto die de plek laat zien waar Nicky is gevonden, is te zien dat, vanaf de plek waar Brech beweert iets gezien te hebben, het onmogelijk is dat hij de jongen heeft kunnen zien.
Op 8 oktober werd 15 jaar cel en tbs geëist voor het misbruiken en doden van Nicky. Het OM beargumenteerde waarom niemand anders dan de verdachte verantwoordelijk kon zijn voor de dood van de jongen.
Brech werd op 20 november door de rechtbank schuldig bevonden aan vrijheidsbeneming, en seksueel misbruik dat de dood tot gevolg had. Hij werd veroordeeld tot een gevangenisstraf van 12 jaar en 6 maanden. Ook het bezit van kinderpornografie werd bewezen geacht. De uitspraak werd rechtstreeks uitgezonden. Op de dag van de uitspraak kondigde zijn advocaat Gerald Roethof aan in hoger beroep te gaan.
Op 28 januari 2022 achtte het gerechtshof in Den Bosch in hoger beroep het juridisch zwaardere ‘gekwalificeerde doodslag’ en verkrachting niet bewezen, maar Brech werd wel schuldig bevonden aan ontvoering, ontucht en doodslag van Nicky, naast het bezit van kinderporno. Hij werd veroordeeld tot 16 jaar cel. Zijn advocaat kondigde aan in cassatie te gaan tegen het vonnis. Op 26 september 2023 oordeelde de Hoge Raad dat de veroordeling zou blijven staan.

## Lied
- Over Nicky Verstappen en Heibloem, 'een dorp dat een geheim bewaart', maakte de muziekgroep Rowwen Hèze in 2003 het lied Vlinder.